# Shaun Livingston
Shaun Patrick Livingston (* 11. September 1985 in Peoria, Illinois) ist ein ehemaliger US-amerikanischer Basketballspieler, der 15 Jahre in der NBA spielte, zuletzt bei den Golden State Warriors, mit denen er auch dreimal die NBA-Meisterschaft gewann.

## NBA-Karriere
Obwohl Livingston bereits der Duke University zugesagt hatte, entschloss er sich direkt nach der Highschool in die NBA zu wechseln. Er wurde im NBA Draft 2004 als großes Talent an vierter Stelle von den Los Angeles Clippers ausgewählt, wo er seine ersten drei Profijahre absolvierte.
Nach einer schweren Knieverletzung, die ihn die Saison 2007/08 kostete, und einer allgemein hohen Verletzungsanfälligkeit boten ihm die Clippers keinen Maximalvertrag an und so wechselte Livingston zu den Miami Heat, für die er jedoch nur vier Spiele absolvierte, bevor er zu den Memphis Grizzlies transferiert und am selben Tag entlassen wurde.
Am 31. März 2009 unterschrieb er einen mehrjährigen Vertrag bei den Oklahoma City Thunder, der jedoch bereits am 22. Dezember desselben Jahres wieder aufgelöst wurde. Am 26. Februar 2010 unterzeichnete Livingston den ersten von zwei 10-Tages-Verträgen bei den Washington Wizards, für die er dann den Rest der Saison auflief.
Am 20. Juli 2010 unterschrieb er einen Zweijahresvertrag über insgesamt 7 Millionen US-Dollar bei den Charlotte Bobcats. Im ersten Jahr bei den Bobcats kam er in 73 Spielen auf durchschnittlich 17,3 Minuten. Im Rahmen des NBA-Draft 2011 wechselte er bei einem drei Teams umfassenden Tauschgeschäft zu den Milwaukee Bucks.
Nach einer Saison wurde er von den Bucks zu den Houston Rockets transferiert. Für die Rockets lief Livingston nur in der Saisonvorbereitung auf, danach wurde sein Vertrag aufgelöst. Mitte November 2012 nahmen ihn erneut die Washington Wizards unter Vertrag. Dort wurde er im Dezember 2012 entlassen. Für den Rest der Saison stand er bei den Cleveland Cavaliers unter Vertrag.
Zur Saison 2013/2014 wechselte er zu den Brooklyn Nets, um dort Star-Point Guard Deron Williams zu entlasten. Dort startete Livingston in 54 von 76 Spielen und erzielte 8,3 Punkte, 3,2 Rebounds und 3,2 Assists.
Nach der guten Saison bei den Nets erhielt Livingston im Sommer 2014 Angebote aus der gesamten Liga. Er unterschrieb schließlich einen Vertrag über drei Jahre bei den Golden State Warriors, um den startenden Point Guard Stephen Curry von der Bank aus zu entlasten. In dieser Saison gewann er auch die NBA-Meisterschaft gegen die verletzungsgeplagten Cleveland Cavaliers um LeBron James. Nachdem sich die Cavaliers in der darauffolgenden Spielzeit mit dem Titel revanchierten, leistete Livingston beim Titelgewinn 2017 gegen jene Cavaliers erneut einen wichtigen Beitrag von der Bank. Nach der Saison verlängerte er seinen Vertrag bis 2020, der ihm 24 Millionen US-Dollar einbringen sollte. 2018 gewann er mit den Warriors seine dritte NBA-Meisterschaft. Am 10. Juli 2019 entließen die Warriors ihn frühzeitig aus seinem Vertrag. Livingston verkündete wenige Wochen später sein Karriereende.
Livingston kam in seiner 15-jährigen NBA-Karriere auf 833 NBA-Spielen, in denen er 6,3 Punkte und 3,0 Assists pro Spiel erzielte.